# Kunghit Island
Kunghit Island is een eiland in het westen van Brits-Columbia in Canada.

## Geografie
Het eiland is het meest zuidelijke eiland in de eilandengroep Haida Gwaii en ligt ten zuiden van Moresby Island. Het meest zuidelijke punt van Kunghit Island, Cape St James genaamd, wordt gebruikt om de grens tussen Hecate Strait in het noorden en Queen Charlotte Sound in het zuiden aan te duiden. Ten zuidwesten van het eiland ligt de Grote Oceaan. De enige bewoning op Kunghit Island is Rose Harbour, aan de noordkust.
Kunghit Island is 24 kilometer lang en varieert in breedte van 2 tot 13 kilometer . Het is 215 vierkante kilometer groot. Het Houston Stewart Channel scheidt Kunghit Island van Moresby Island.
De wateren rond het eiland liggen in de mariene ecoregio Noord-Amerikaans Pacifisch Fjordland.